# Агния (певица)
Агния (наст. имя: Юлия Александровна Короткова; род. 19 июля 1978) — профессиональная певица, солистка Москонцерта, руководитель продюсерского центра «Агния», вице-президент Фонда помощи инвалидам «Агния».

## Биография
- Дата рождения: 19.07.1978
- Место рождения: Пензенская область, Мокшанский район, село Скачки.
- Учёба:
  - 1985—1995 — Мокшанская средняя школа № 1. Параллельно окончила Мокшанскую музыкальную школу по классу аккордеона.
  - 1995—1999 — Пензенское медицинское училище № 1. Отделение «Лечебное дело».
  - 1999—2001 — Пензенский педагогический университет. Факультет психологии.
  - с 2007 — студентка МГУКИ. Театрально-режиссёрский факультет, кафедра эстрадной режиссуры.
  - с 2010 — студентка МГУКИ. Факультет управления финансами на предприятии.
- Места работы:
  - 1999—2001 — город Пенза — фельдшер скорой помощи.
  - С 2002 года проживает в Москве, занимаясь творческой карьерой. За этот период ею записан дебютный альбом «Всё начать с нуля» на студии «Тон-Союз».
  - В 2006 году стала солисткой Москонцерта. Тогда же был снят её первый клип на песню «Сжигаю» из этого альбома.
  - 2007 год — руководитель Продюсерского центра «Агния».
  - 2008 год — вице-президент Фонда помощи инвалидам «Агния».

## Творчество
C 6 лет сочиняет свои первые песни, в музыкальной школе учится играть на аккордеоне. В школьные годы ведет творческую деятельность (выступает на детских концертах, участвует в художественной самодеятельности школы).
С 2002 принимает активное участие в мероприятиях концертных организаций на ведущих концертных площадках города Москвы: в Благотворительной программе, посвящённой футбольному турниру среди инвалидов на Кубок Президента РФ в Государственном Кремлёвском Дворце; в концертной театрализованной программе фонда «Евразия» для ветеранов Великой Отечественной войны в Зале Церковных Соборов Храма Христа Спасителя.
С 2004 года началось сотрудничество с Московским общественным фондом «Правопорядок-центр» и Пограничным управлением Федеральной службы безопасности РФ. В рамках гражданской благотворительной акции «Мужество и милосердие» Агния в составе концертных бригад неоднократно выступает перед служащими пограничных частей и подразделений в «горячих точках» России: Республике Северная Осетия — Алания, Чеченской республике, Республике Ингушетия и республике Дагестан.
В августе 2007 года стала лауреатом международного фестиваля — регаты «Эволюшен» в Болгарии (недоступная ссылка).
С 2011 года стала директором и продюсером Прохора Шаляпина, финалиста проекта первого канала «Фабрика звезд-6».

## Дискография
- «Всё начать с нуля».
- «Самый мой».

## Награды
- апрель 2007 — награждена почётным гражданским орденом Серебряная Звезда «Общественное признание» за многолетнюю и плодотворную общественно-благотворительную деятельность по оказанию морально нравственной и социальной поддержки ветеранам войны и военной службы, пограничникам, сотрудникам спецслужб и правоохранительных органов, в том числе участникам контртеррористических операций на Северном Кавказе, а также членам семей погибших воинов, высокий профессионализм и яркий исполнительский талант, активную патриотическую гражданскую позицию.
- 15.07.2007 — лауреат международной черноморской парусной регаты и фестиваля искусств «Эволюция-2007».
- 30.10.2007 — награда за благотворительную деятельность и всестороннюю поддержку пограничникам Северного Кавказа.
- 06.2008 — дипломант Международного фестиваля песни в городе Зелена Гура (Польша).
- 2006, 2007, 2008, 2009 — награды за большой вклад в нравственное, духовное и военно-патриотическое воспитание военнослужащих управления.